# Paul Koch (cyclisme)
Paul Koch (né le 22 mai 1897 à Seedorf et mort le 22 octobre 1959 à Kreuzberg) est un coureur cycliste allemand. Professionnel de 1919 à 1929, il a notamment été champion d'Allemagne sur route en 1920.

## Palmarès
- 1919
  - Rund um Berlin
  - 2e du championnat d'Allemagne sur route
- 1920
  -  Champion d'Allemagne sur route
  - Rund um Berlin
- 1922
  - Tour de Cologne
  - 2e de Nuremberg-Munich-Nuremberg
- 1924
  - 3e étape de Zurich-Berlin
- 1927
  - 3e des Six jours de Berlin